# Арская сторона

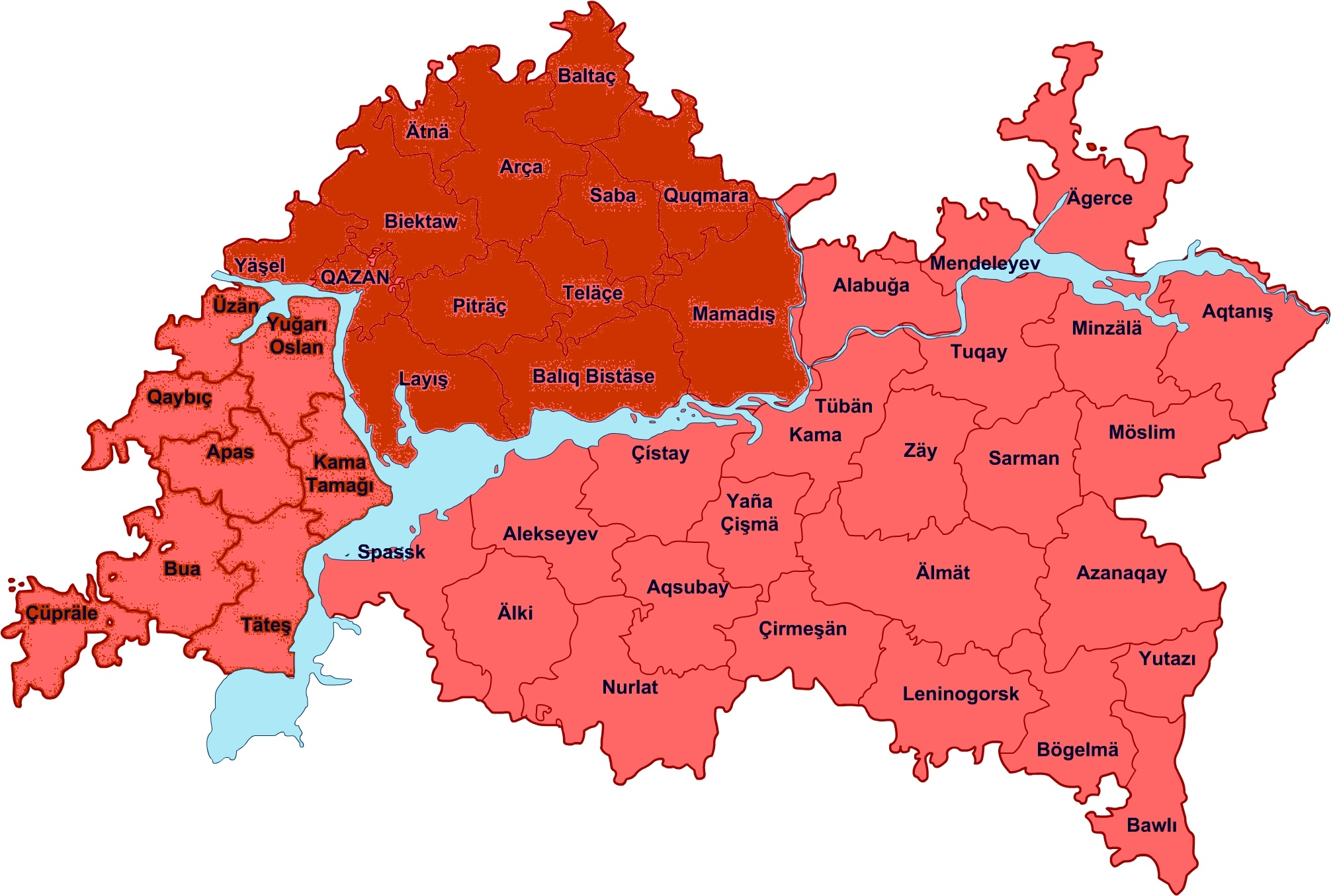
Расположение Arça yağı в современном Татарстане.

Арская сторона, Арская земля (тат. Арча ягы «Задняя, тыловая сторона») — историческое название Заказанья в Казанском ханстве в русских источниках.
Ныне это районы Татарстана (1), Марий Эл (2) и Кировской области (3)
- (1) Высокогорский, Пестречинский, Лаишевский, Рыбно-Слободский, Сабинский, Кукморский, Мамадышский, Арский, Атнинский, Балтасинский
- (2) Параньгинский
- (3) Вятскополянский, Малмыжский.

Заказанье — центральная часть Казанского уезда.